# Сант'Иларио (Потенца)
Сант'Иларио (итал. Sant'Ilario) је насеље у Италији у округу Потенца, региону Базиликата.
Према процени из 2011. у насељу је живело 139 становника. Насеље се налази на надморској висини од 825 м.